# Les morts de Bligny sursauteraient
Les morts de Bligny sursauteraient est une sculpture d'Arturo Martini (1889-1947), originaire de Trévise en Italie, réalisée entre 1935 et 1936. Elle est conservée au Museo del Novecento de Milan.

## Histoire et description
La statue est conçue par Martini à la suite du célèbre discours de Benito Mussolini prononcé le 2 octobre 1935 du balcon du palais de Venise à Rome lors de la mobilisation générale à la suite des sanctions économiques approuvées par la Société des Nations contre le royaume d'Italie (1861-1946) en réponse à l'attaque contre l'Empire éthiopien, qui conduit à la première guerre italo-éthiopienne.
Dans son discours, le Duce s'étonne que la France puisse adhérer à de telles sanctions et déclare :

« Jusqu’à preuve du contraire, je refuse de croire que le peuple authentique et généreux de France puisse adhérer à des sanctions contre l’Italie. Les six mille morts de Bligny, tombés dans un assaut héroïque qui arracha une reconnaissance d’admiration du même Commandant ennemi, sursauteraient sous la terre qui les recouvre. »

— Discours de Mussolini du 2 octobre 1935
Mussolini se réfère au comportement héroïque du IIe corps d'armée italien en France lors de la deuxième bataille de la Marne (1918), au cours de laquelle les Français ont été soutenus, entre autres, par des soldats italiens. Plus de 9 000 soldats italiens ont été tués ou blessés. Un grand nombre des soldats tués ont ensuite été inhumés au cimetière militaire italien de Bligny.
Quatre jours après ce discours du Duce, le 6 octobre 1935, les forces italiennes conquièrent la ville abyssine d'Adoua, vengeant la défaite sanglante subie par l'Italie lors de la bataille d'Adoua le 1er mars 1896.
La sculpture représente un homme assis qui, sortant d'une tombe, pousse la pierre tombale qui la recouvrait avec ses pieds et ses mains. Sur la plaque est inscrit I MORTI / DI BLIGNY / TRASALIREBOBERO ; et dessous la date « 2 octobre 1935 ». La sculpture a été vandalisée après la guerre en ciselant le mot « MUSSOLINI » et l'année de l'ère fasciste qui figuraient en bas.